# La leggenda dell'arciere di fuoco
La leggenda dell'arciere di fuoco (The Flame and the Arrow) è un film del 1950 diretto da Jacques Tourneur.

## Trama
Dardo, plebeo lombardo del XII secolo e montanaro solitario, si inimica il governatore germanico, il conte Ulrico, detto Il Falco. Costui rapisce il giovane figlio di Dardo, Rino, e lo porta con sé a vivere a corte insieme alla sua madre naturale, la plebea Francesca, che anni prima abbandonò Dardo e Rino stesso attratta dal benessere della vita nobiliare. Dardo accetta suo malgrado l'aiuto dei suoi compatrioti e amici ribelli, tra cui Zufolo, nel tentativo di liberare il figlio; nel frattempo, si innamora della giovane nobildonna nipote di Ulrico, Anna, combattuta ella stessa tra il suo rango e ciò che prova per Dardo.

## Produzione
Corriganville, Ray Corrigan Ranch, Simi Valley, California

## Distribuzione
Il film fu distribuito dalla Warner Bros. Pictures

### Date di uscita
- Stai Uniti: 9 luglio 1950
- Svezia: 26 dicembre 1950
- Finlandia: 12 gennaio 1951
- Germania Ovest: 24 marzo 1951
- Danimarca: 9 aprile 1951
- Francia: 27 giugno 1951
- Australia: 13 settembre 1951
- Francia: 21 settembre 1951 (Parigi)
- Austria: 5 ottobre 1951
- Giappone: 10 gennaio 1952
- Filippine: 13 maggio 1952 (Davao)
- Finlandia: 17 luglio 1959 (riedizione)
- Finlandia: 7 luglio 1972 (riedizione)
- Francia: 24 ottobre 2001 (riedizione)

Alias
- The Flame and the Arrow: Stai Uniti (titolo originale)
- Der Rebell: Austria / Germania Ovest
- La Flèche et le flambeau: Belgio (titolo Francese) / Francia
- Dardo de onbevreesde: Belgio (titolo Fiammingo)
- El falcó i la fletxa: Spagna (titolo in Catalano)
- El halcón y la flecha: Spagna
- Facklan och pilen: Finlandia (titolo Svedese)
- Flammen og pilen: Danimarca
- Höken och pilen: Svezia
- I floga kai to velos: Grecia
- La leggenda dell'arciere di fuoco: Italia
- Liekki ja nuoli: Finlandia
- O Facho e a Flecha: Portogallo (versione originale sottotitolata)
- Tűz és íj: Ungheria
- The Hawk and the Arrow: Stai Uniti (titolo di lavorazione)